# Distrito de Yalvaç
Yalvaç es un distrito (iliçer) de la provincia de Isparta (Turquía).
Ocupa una superficie de 1415 km² en la zona meridional de Anatolia, y tiene una población aproximada de 35.400 habitantes.
En esta área se encuentran las ruinas de Antioquía de Pisidia, ciudad citada en el libro Hechos de los apóstoles (del Nuevo Testamento cristiano), como una de las primeras en albergar una comunidad cristiana durante el siglo I.
Según ese texto (Hechos 13, 2), el apóstol san Pablo visitó esta ciudad en su primer viaje misionero, alrededor del año 44 d. C.

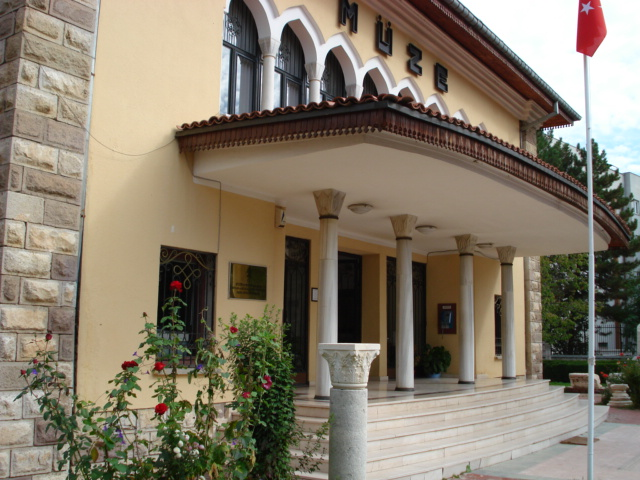
Museo de Yalvaç
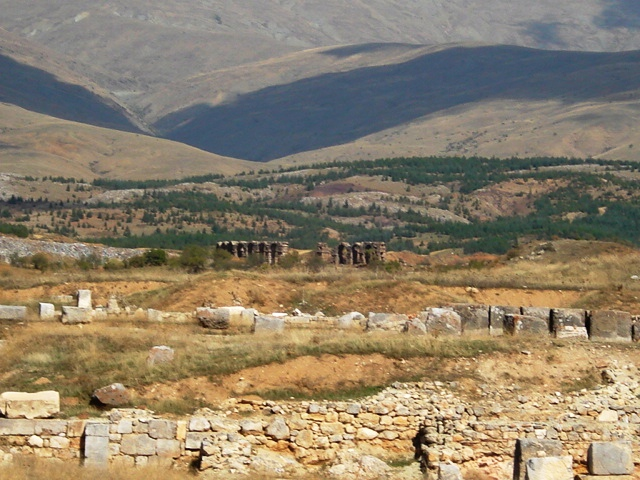
Panorama de Antioquía de Pisidia.
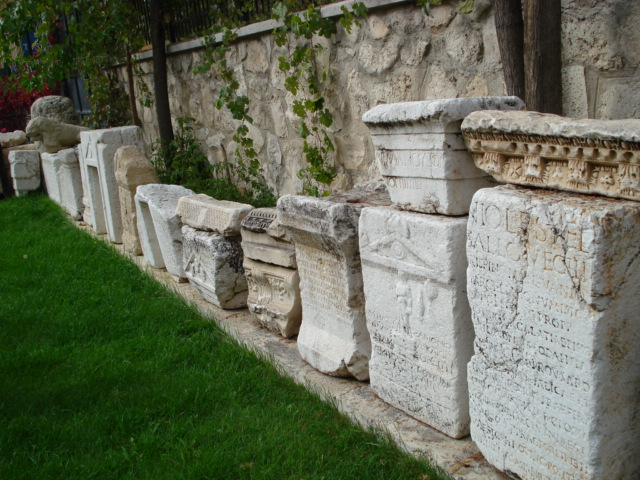
Detalle del museo de Yalvaç.
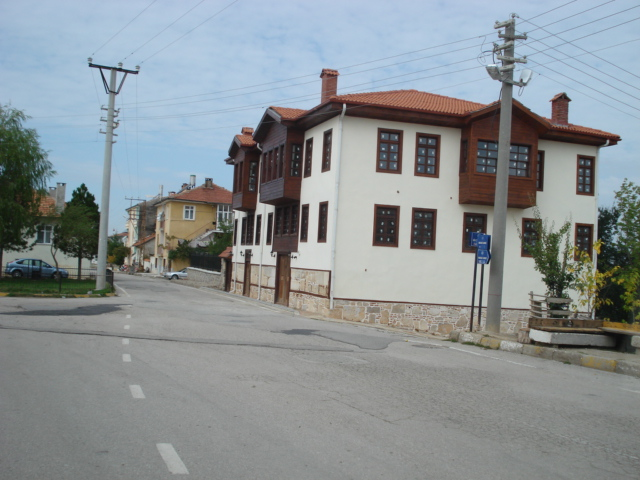
Una casa tradicional de Yalvaç.